# 出口和也
出口 和也（でぐち かずや、1988年8月14日 - ）は、日本の元陸上競技選手。茨城県守谷市出身。

## 経歴
茨城県立藤代高等学校、日本体育大学卒業後、旭化成陸上部に所属した。2012年に開催された第96回日本陸上競技選手権大会男子5000mの優勝者。

## 人物
- 高校は駅伝の強豪校ではなかったものの、個人ではトラック競技で活躍していた。日本体育大学進学後は駅伝でも第一線で活躍する。大学駅伝デビュー戦となった2007年の出雲駅伝では1年生ながら2区区間新記録を樹立し区間賞を獲得した。またトラックでも4年時の関東インカレで、男子2部5000m・10000m両種目で日本人1位となるなど好成績を収めている。
- ラストスパートのスピードには定評があり、2012年の第96回日本陸上競技選手権大会男子5000mでは、先頭を走っていた北京オリンピック5000m・10000m日本代表の実力者竹澤健介をラスト50mで捉えて抜き去り、見事優勝を果たした。(記録:13分47秒17)
- 旭化成入社後、全日本実業団対抗駅伝競走大会でルーキーイヤーの2012年から2015年まで4年連続最終区間の7区に起用された。中でも2014年の大会では5チームが絡み入賞を争う展開で、Hondaの藤原正和や中国電力の出岐雄大らをラスト勝負で振り切り、集団の中で最高の4位でゴール。持ち味のスピードを遺憾なく発揮した[3]。
- 2012年の第17回全国都道府県対抗男子駅伝では故郷の茨城県チームの3区を走り区間賞を獲得。同駅伝で茨城県チーム史上初の区間賞をもたらした[4]。
- 2015年の第96回日本陸上競技選手権大会5000mでは、世界陸上日本代表に内定した旭化成陸上部の同僚･村山紘太と大迫傑(ナイキ・オレゴン・プロジェクト所属)に引けを取らないラストスパートを見せ2人に次ぐ3位でゴール。優勝した2012年以来3年ぶりに同種目で表彰台に返り咲いた(記録:13分39秒52)
- 2018年2月11日に開催された延岡西日本マラソンを最後に旭化成陸上部を退部し引退。